# Fichtenberg (Badenia-Wirtembergia)
Fichtenberg – miejscowość i gmina w Niemczech, w kraju związkowym Badenia-Wirtembergia, w rejencji Stuttgart, w regionie Heilbronn-Franken, w powiecie Schwäbisch Hall, wchodzi w skład związku gmin Limpurger Land. Leży nad rzeką Rot, ok. 12 km na południe od Schwäbisch Hall, na terenie Lasu Szwabsko-Frankońskiego.
Gminą partnerską do Fichtenberg jest gmina Proszowice, położona w województwie małopolskim, w powiecie proszowickim.